# Fabmojaure
Fabmojaure är en sjö i Arjeplogs kommun i Lappland och ingår i Skellefteälvens huvudavrinningsområde. Sjön har en area på 0,928 kvadratkilometer och ligger 438 meter över havet.

## Delavrinningsområde
Fabmojaure ingår i det delavrinningsområde (735268-156748) som SMHI kallar för Mynnar i Hornavan. Medelhöjden är 468 meter över havet och ytan är 12,31 kvadratkilometer. Det finns inga avrinningsområden uppströms utan avrinningsområdet är högsta punkten. Vattendraget som avvattnar avrinningsområdet har biflödesordning 2, vilket innebär att vattnet flödar genom totalt 2 vattendrag innan det når havet efter 298 kilometer. Avrinningsområdet består mestadels av skog (72 procent) och sankmarker (12 procent). Avrinningsområdet har 1,83 kvadratkilometer vattenytor vilket ger det en sjöprocent på 14,9 procent.